# The Noun Project
Il Noun Project è un progetto e sito web che associa e cataloga simboli del linguaggio visivo creati e caricati da graphic designer di tutto il mondo. Con sede a Los Angeles, il progetto è una libreria di simboli online in formato vettoriale (SVG) o PNG distribuiti con licenze che ne permettono il riutilizzo.

## Storia del progetto
The Noun Project è stato fondato da Edward Boatman, Sofya Polyakov e Scott Thomas. Boatman ha rammentato la sua frustrazione mentre lavorava in uno studio di architettura per la mancanza di una libreria centrale per le icone comuni come: "aerei, biciclette e persone". L'idea si trasformò in una piattaforma più ampia per la comunicazione visiva. Il sito è stato lanciato su Kickstarter nel dicembre 2010, ottenendo più di 14.000 dollari di donazioni.

## Contenuti

Il simbolo per il riscaldamento globale disegnato da Luis Prado

La libreria contiene i simboli del National Park Service e di altre fonti il cui contenuto è di dominio pubblico.
I contributi presenti sul sito provengono da ogni parte del mondo. Il New York Times nel 2012 rintraccia il profilo un utente: Luis Prado, un graphic designer che lavora presso il Dipartimento delle Risorse Naturali dello Stato di Washington. L'artista aveva caricato sulla piattaforma 83 icone che aveva creato per la sua agenzia, tra questi: una sega da potatura, un camion per il trasporto di tronchi e un simbolo atto a rappresentare il riscaldamento globale, realizzato dal grafico perché non riusciva a trovarne uno online.
Il sito ha quattro linee guida stilistiche: includere solo le caratteristiche essenziali veicolate dall'idea, mantenere uno stile di design coerente, favorire un aspetto industriale rispetto ad uno fatto-a-mano ed evitare la trasposizione di opinioni, sentimenti e convinzioni personali. I collaboratori scelgono una licenza di pubblico dominio o una licenza Creative Commons Attribuzione (CC BY), che consente ad altri di utilizzare il simbolo con l'attribuzione, a titolo gratuito. Il requisito di attribuzione può essere revocato previo pagamento di una tassa nominale, il cui compenso è diviso tra l'artista e il progetto.
I fondatori del progetto descrivono il sito come un luogo utile per i graphic designer, progettisti e architetti, ma ciò non esclude che sia funzionale anche per gli utenti con disturbi come: autismo e la sclerosi laterale amiotrofica, che a volte prediligono l'utilizzo di un linguaggio visivo, così come i professionisti aziendali che incorporano i simboli nelle loro presentazioni.

### Iconathons
The Noun Project periodicamente permette la creazione di nuovi simboli organizzando una serie di Iconathons: laboratori di progettazione pubblici dove l'obiettivo è quello di creare nuovi simboli per il dominio pubblico. Il primo di questi si è tenuto nell'estate del 2011. Le sessioni includono grafici, esperti di contenuto e volontari interessati: tutti lavorano in piccoli gruppi che si concentrano su un concept specifico, come la democrazia, il trasporto o la nutrizione.

## Galleria d'immagini

Human rights: di Phoebe Sexton, Vincent Zhang, Russell Lord, Scott Thomas, Edward Boatman e Sofya Polyakov.
Food bank di Edward Boatman.
Social service di Jack Biesek, Gladys Brenner, Margaret Faye, Healther Merrifield, Kate Keating, Wendy Olmstead, Todd Pierce, Jamie Cowgill e Jim Bolek.
Panorama di Francisca Arévalo.
Book di Benny Forsberg.
City di Thibault Geffroy.
Green engineering di Adam Gale.
Thunderstorm di Edward Boatman.